# Big Mat-Auber 93/Saison 2010
Dieser Artikel listet Erfolge und Mannschaft des Radsportteams Big Mat-Auber 93 in der Saison 2010 auf.

## Saison 2010

### Erfolge in den Continental Circuits
In den Rennen des UCI Continental Circuits gelangen dem Team nachstehende Erfolge.
| Datum    | Rennen                    | Kat. | Fahrer       |
| -------- | ------------------------- | ---- | ------------ |
| 11. Juni | 2. Etappe Ronde de l’Oise | 2.2  | Nadir Haddou |

### Zugänge – Abgänge
| Zugänge                        | Team 2009                 | Abgänge          | Team 2010                   |
| ------------------------------ | ------------------------- | ---------------- | --------------------------- |
| Guillaume Faucon               | Neoprofi                  | Tony Gallopin    | Cofidis, le Crédit en Ligne |
| Romain Lemarchand              | Neoprofi                  | Morgan Chedhomme | CC Nogent-sur-Oise          |
| Florian Morizot (ab 1. August) | Besson Chaussures-Sojasun |                  |                             |

### Mannschaft
| Name              | Geburtstag         | Nationalität |              |
| Fabien Bacquet    | 28. Februar 1986   | Frankreich   |              |
| Niels Brouzes     | 3. Februar 1981    | Frankreich   |              |
| Guillaume Faucon  | 13. Dezember 1986  | Frankreich   |              |
| Nadir Haddou      | 25. Oktober 1983   | Frankreich   |              |
| Dimitri Le Boulch | 20. Februar 1989   | Frankreich   |              |
| Romain Lemarchand | 26. Juli 1987      | Frankreich   |              |
| Julien Mazet      | 16. März 1981      | Frankreich   |              |
| Maxime Méderel    | 19. September 1980 | Frankreich   |              |
| Johan Mombaerts   | 6. Oktober 1984    | Frankreich   |              |
| Florian Morizot   | 10. Mai 1985       | Frankreich   |              |
| Jonathan Thiré    | 19. April 1986     | Frankreich   |              |
| Stagiaires        | Stagiaires         | Nationalität | Nationalität |
| Romain Bacon      | Romain Bacon       | Frankreich   |              |
| Ronan Racault     | Ronan Racault      | Frankreich   |              |